# Oprawa wdowia
Oprawa wdowia – pojęcie funkcjonujące w średniowiecznej i nowożytnej Polsce, a oznaczające zawarcie w testamencie, czy innym akcie prawnym, finansowego i majątkowego zabezpieczenia dla żony po zmarłym mężu. 
Z pierwszymi informacjami o zapisie testamentalnym oprawy mamy do czynienia w przypadku ostatniej woli Bolesława Krzywoustego, na mocy której wdowa po nim, hrabianka Salomea z Bergu (zmarła w 1144 roku) otrzymała w dożywotnie władanie księstwo łęczyckie (wydzielone z dzielnicy senioralnej) oraz kilka grodów i miejscowości rozrzuconych po całej Polsce (Pajęczno, Małogoszcz, Radziejów, Kwieciszewo). 
Pod względem prawno-publicznym uprawnienia księżnej-wdowy dorównywało propagatywom pozostałych książąt dzielnicowych, tzn. istniała możliwość kreowania aktów, takich jak objazdy administracyjne, zwoływanie wieców państwowych, nadania ziemskie dla kościoła czy osób prywatnych w posiadanych miejscowościach (chyba że testament nakładał jakieś ograniczenia lub sama księżna wdowa rezygnowała z części swoich uprawnień). Z uwagi jednak na dożywotni charakter władztwa wdowa nie mogła przekazać swojego dziedzictwa nikomu spoza grona osób wskazanych przez testament. Wszelkie odejście od tej reguły wymagało więc konsensusu prawnych następców wdowy. Ewentualna utrata oprawy wdowiej następowała tylko w dwóch przypadkach: powtórnego zamążpójścia lub złożenia ślubów zakonnych (nie licząc samodzielnej rezygnacji), a więc w wypadkach znalezienia alternatywnych źródeł utrzymania (chociaż czasami obserwujemy zachowanie oprawy także i w tych wypadkach). 
W czasach późniejszych obserwujemy pewną ewolucję charakteru oprawy wdowiej z majątkowego na finansowy. Od XIV stulecia coraz częściej dochodziło do prób zabezpieczenia dostatniego życia żonie przez umierających mężów także poza panującą dynastią (najprawdopodobniej działo się to już wcześniej, jednak szczupłość źródeł nie pozwala na wcześniejszą datację tego zjawiska).
We współczesnym prawie pozostałością po oprawach wdowich jest możliwość przejścia na emeryturę po zmarłym mężu, nawet jeżeli kobieta nigdy wcześniej nie pracowała.